# 자유 변이
자유 변이는 특정 단어의 발음이나 형태의 차이가 의미의 차이로 이어지지 않는 현상을 말한다. 예컨대 한국어의 "아가야"라는 말을 파열음을 써서 (국제음성기호: [agaja]) 발음하든 마찰음을 써서 발음하든 ([aɣaja]) 의미의 차이는 발생하지 않는다. 다른 예로 영어의 either는 /i/로 발음할 수도 있고 /aɪ/로 발음할 수도 있다.

## 같이 보기
- 이형태
- 이음 (음운론)
- 상보적 분포
- 음소
- 사회언어학